# Osiris-Preis
Der Osiris-Preis (franz. prix Osiris) ist eine französische Auszeichnung für Wissenschaft und Kunst, die alle drei Jahre vom Institut de France auf Vorschlag der fünf Akademien, aus denen sich das Institut de France zusammensetzt, verliehen wird. Er wird für „die bemerkenswerteste Entdeckung oder das bemerkenswerteste Werk in den Wissenschaften, der Literatur, den Künsten, der Industrie und allgemein in allem, was das öffentliche Interesse berührt“ verliehen.

## Preisträger (auszugsweise)
- 1903: Émile Roux, für seine gesamte Arbeit[3], Édouard Branly, Pierre Curie und Marie Curie, für ihre Arbeiten zur Radioaktivität
- 1906: Albert Sorel; Hyacinthe Vincent[4]
- 1909: Gabriel Voisin und Louis Blériot[5]
- 1912: nicht verliehen
- 1915: André Chantemesse, Fernand Widal und Hyacinthe Vincent für ihre Arbeiten zur antityphischen Impfung[6]
- 1918: nicht verliehen
- 1921: Gustave Ferrié für seine Entdeckungen auf dem Gebiet der drahtlosen Telegrafie[7]
- 1924: Charles Fabry[8]
- 1927: Charles Nicolle, für seine Arbeiten über Typhus[9]
- 1930: Eugène Gley[10]; Paul Bourget, für sein Lebenswerk
- 1933: Camille Jullian[11] für seine Histoire des Gaules (Geschichte Galliens).
- 1936: Antoine Meillet[12]
- 1942: Alfred Jeanroy[13]
- 1945: Adolphe Lods und Charles Richet.
- 1948: Paul Mazon[14]
- 1951: Eugène Bataillon[15]; René Dussaud, für sein Gesamtwerk[16]
- 1954: Émile Borel, „für sein mathematisches Gesamtwerk“[17]
- 1957: Edmond Sergent[18]; Joseph Vendryes[19]
- 1960: Auguste Loubatières[20]
- 1963: Louis Parrot, „für seinen Beitrag zum Studium der endemisch-epidämischen Erkrankungen von Menschen und Tieren in Algerien und zur Erforschung ihrer Übertragungswege[21]“; Charles Virolleaud[22]
- 1969: Jean Bayet[23]
- 1981: Jean Hubert[24]
- 1987: Marguerite Harl für ihr Buch La Bible d’Alexandrie. La Genèse (Übersetzung des griechischen Textes der Septuaginta), Paris, Le Cerf, 1986[25]
- 1990: S. Cruvellier, J. M. Deharveng, M. Joubert, A. Llebaria, A. Maucherat, J. C. Gonin, „für den Erfolg des nächtlichen Experiments des französischen Satelliten D-2B bei der spektrophotometrischen Erforschung der fernen sichtbaren und ultravioletten Strahlung der Galaxie, der Magellanschen Wolken und des Zodiakallichts“[26]
- 1993: Gilbert Picard, für sein Lebenswerk[27]
- 1996: Bernard Daigne, François Girard[28]
- 1999: Gerhard Dohrn-van Rossum, für sein Buch L’histoire de l’heure. Die Uhrmacherei und die moderne Organisation der Zeit[29]; Angela Sirigu, „für die Durchführung einer Reihe von Arbeiten, die für das Verständnis der Pathologie des Frontallappens beim Menschen von Bedeutung sind“[30]
- 2002: Jean-Michel Déprats[31], Naoufal Zamzami, „für seine Beiträge zur Erforschung der mitochondrialen Kontrolle der Apoptose und therapeutische Perspektiven“[32]
- 2005: Henri Dubois, für sein Lebenswerk[33]; Stéphane Palfi, „für seinen Beitrag zur Entwicklung neurochirurgischer Techniken zur Behandlung degenerativer Erkrankungen des Nervensystems, auf dem Gebiet der Neuronentransplantation bei der Huntington-Krankheit und auf dem Gebiet der kortikalen Stimulation bei der Parkinson-Krankheit“[34]
- 2008: Jeanne Amiel[34]
- 2011: Mathias Pessiglione[35]; Edith Fuchs für ihr Buch Entre Chiens et Loups. Dérives politiques dans la pensée allemande du XXe siècle, Paris, Editions du Félin, 2011; Pierre-Vincent Claverie, für sein Buch L’Ordre du Temple en Terre Sainte et à Chypre au XIIIe siècle[36]
- 2020: Pierre Chambert-Protat und Camille Gerzaguet für ihre Ausgabe von Timotheus, Sur la Pâque (Paris, Les Éditions du Cerf, 2019)[37]